# Allophyes confluens
Allophyes confluens là một loài bướm đêm trong họ Noctuidae.